# نادي الطليعة (سوريا)
نادي الطليعة الرياضي، هو نادي سوري لكرة القدم ومقره حماه تأسس عام 1941.

## تاريخ
تأسس نادي الطليعة الرياضي عام 1941 في مدينة حماة السورية تحت اسم نادي اليقظة، وفي عام 1971 تم دمج أندية (اليقظة، الأهلي، أمية) في نادي واحد يحمل اسم نادي الطليعة.
كان النجاح الأكبر للنادي هو الوصول إلى نهائي الكأس في عام 2007، حيث خسروا أمام حامل اللقب نادي الكرامة. حقق نادي الطليعة أيضا أفضل مركز له (المركز الثالث)، خلال موسم 2007 من الدوري.

## تشكيلة الفريق
| الرقم | الجنسية | المركز | اللاعب            |
| ----- | ------- | ------ | ----------------- |
| 1     | سوريا   | حارس   | عماد المنجد       |
| 30    | سوريا   | حارس   | محمود خلف         |
|       | سوريا   | مدافع  | عبد الرزاق المحمد |
| 2     | سوريا   | مدافع  | احمد حديد         |
| 32    | سوريا   | مدافع  | احمد العلي        |
| 3     | سوريا   | مدافع  | جابر خطاب         |
| 15    | سوريا   | مدافع  | خالد مصطفى        |
|       | سوريا   | مدافع  | عمر السمان        |
| 19    | سوريا   | وسط    | عبد القادر عدي    |
| 7     | سوريا   | وسط    | عبد الله فاخوري   |
| 12    | سوريا   | وسط    | عميد بصيلة        |
| 14    | سوريا   | وسط    | ايمن الخالد       |
| 9     | سوريا   | وسط    | عزام خزام         |

| الرقم | الجنسية | المركز | اللاعب            |
| ----- | ------- | ------ | ----------------- |
| 11    | سوريا   | وسط    | بلال حديد         |
| 17    | سوريا   | وسط    | محمد بلال تتان    |
| 8     | سوريا   | مهاجم  | مروان الصلال      |
|       | سوريا   | مهاجم  | محمد رامي الأيوبي |
|       | سوريا   | مهاجم  | محمد زينو         |
| 93    | سوريا   | وسط    | مؤنس أبو عمشة     |
|       | سوريا   | وسط    | يوسف عرفة         |
| 6     | سوريا   | مهاجم  | محمد أمين حداد    |
| 4     | سوريا   | وسط    | صلاح خميس         |
| 10    | سوريا   | مهاجم  | فهد دالي          |
|       | سوريا   | وسط    | محمود نشمي        |
|       | سوريا   | وسط    | ماهر برازي        |
|       | سوريا   | وسط    | اياد عويد         |

## الألقاب والإنجازات
الدوري السوري الممتاز
- المركز الثالث (1): 2006-07.
- المركز الرابع (1): 2007-08.

كأس سوريا
- الوصيف (2): 2006-07، 2018-19.

كأس العرب للأندية الأبطال
- الدور ربع النهائي: 2007-08.
- دور الـ 32: 2008-09.

## الطاقم الإداري
- رئيس النادي : خالد زكية
- مدير الفريق : رشيد قنطقجي
- مدرب الفريق : رحيم عبد الملك
- المشرف الفني : محمود قاشوش
- مدرب الحراس : حكم بارودي
- إداري الفريق : السيد وليد حداد
- طبيب الفريق : د. أحمد خباز
- المعالج الفيزيائي : هايل شكور
- مسؤول إعلامي : مخلص الحسين
- مسؤول التجهيزات : كسار بصيلة

## الأنشطة الرياضية الأخرى
يعتبر نادي الطليعة من بين الفرق الناهضة حديثاً في سوريا، ويضم في عضويته حوالي خمسة آلاف منتسب بالإضافة إلى ثماني عشرة لعبة ممارسة فعلياً في النادي منها تسعة ألعاب في الدرجة الأولى وهي : (كرة القدم – كرة السلة – كرة اليد – كرة الطاولة – كرة المضرب (التنس) – الملاكمة – الكاراتيه ). كما يضم أيضاً ألعاب التصنيف كالمصارعة وكمال الأجسام.
أما الألعاب الأخرى التي تتطور في النادي فهي بالدرجة الثانية وهي : ( ألعاب القوى – السباحة – الشطرنج – سباق الدراجات ).